# Саїд Алі Акбар
Абу Мухаммад Алі Акбар ібн Мухаммад аль-Аскарі ібн імам Алі аль-Хаді (араб. أبو محمد علي أكبر بن محمد العسكري بن الإمام علي الهادي, 1 червня 865 (хіджри), Самарра — 14 липня 950, Термез) — лідер сеїдів, імамзаде.
Мусульманський святий, який на думку вчених з генеалогії Агль аль-Байт, був другим сином Мухаммада аль-Аскарі який вважається старшим братом імама Хасана аль-Аскарі, його нащадки називаються Садат аль-Баадж і це підтверджує низка істориків.
На думку деяких істориків, Саїд Алі Акбар був другим сином імама Хасана аль-Аскарі, одинадцятого імама в шиїтському ісламі. Також був братом дванадцятого імама Мухаммада аль-Махді, і його існування приховали через сучасні йому політичні конфлікти з політичним керівництвом Аббасидів, які досягли на той час свого піку.

## Походження
Саїд Абу Мухаммад Алі ібн аль-Аскарі знаний як Саїд Алі Акбар, також знаний під прізвиськами лакаб (аль-Асгар, аль-Муттакі, аль-Амір, Султан Садат) — згідно з джерелами і думкою істориків був сином Мухаммада аль-Аскарі, який вважається старшим братом імама Хасана аль-Аскарі. Згідно з генеалогічними джерелами та рукописами, від його нащадка на ім'я Саїд Накіб Мухаммед Хусейн ібн Саїд Мухаммад ібн Саїд Алі ібн Саїд Мухаммад аль-Аскарі ібн Імам Алі аль-Хаді родовід ділиться на дві гілки від двох його синів на ім'я Саїд Мухаммед — предок Саїда Шамс аль-Діна Мухаммада аль-Бухарі, якого вважають прадідом багатьох близькосхідних сеїд сімей, і Саїд Ахмад бін Амір Хасан на прізвисько лакаб Саїд Ата, якого вважают предком багатьох сеїд сімей Бухари і Самаркандської області, Фергани і Термеза, Хорезма, Центральної Азії.
Генеалогічні дерева близькосхідних сеїд сімей, в основному з Персії, Хорасана і Центральної Азії, згадують що Саїд Алі Акбар це аль-Амір Султан Саодат — лідер сеїдів, похований у меморіальному комплексі Султан Саодат (Садат) у місті Термез, названий на його честь.
Фахівець з генеалогії доктор Саїд Валід аль-Баадж підтвердив походження нащадків Саїд Алі ібн Мухаммад ібн Алі аль-Хаді і 1999 року написав книгу про його нащадків й інші книги, які містять десятки надійних джерел, якими знехтували багато фахівців з генеології Агль аль-Байт, і в яких згадується Саїд Мухаммад ібн імам Алі аль-Хаді та його нащадки за назвою Садат аль-Бухарі та Садат аль-Баадж та їхні почесні святині.
Інші історики вважають, що генеалогічні записи деяких близькосхідних сімей, Персії і Хорасана, вказують на те, що родоводу багатьох відомих сунітських святих сходить до Сайїд Алі ібн імам Хасан аль-Аскарі. Це підтверджується вірою різних послідовників суфійських святих, як-от сунітські святі Мойнуддін Чишті та Бахауддін Накшбанд, які були засновниками суфійських орденів Чиштія та Накшбандія, а також видатний суфійський святий Ходжа Маудуд Чишті. Відповідно до ранніх родовідних рукописів, згадуються діти імама Хасана аль-Аскарі, їх було шість — Мухаммад (аль-Махді), Муса, Джафар, Ібрагім, Фатіма й Алі. У древніх джерелах книг з генеалогії також згадується, що нащадки Саїд Алі (прізвисько лакаб — Акбар, аль-Асгар) ібн Імама Хасана аль-Аскарі жили в місті Сабзевар в мусульмансько-шиїтському Ірані.
У своєму «Усул аль-Кафі» аль-Кулайні писав: «Все підтверджує твердження про те, що у імама Хасана аль-Аскарі було більше однієї дружини, крім рабинь, з якими він мав стосунки, і коли Халіф отримав звістку про імама, що він хворий, він доручив своїм агентам постійно стежити за будинком імама…він відправив деяких з цих акушерок оглянути рабинь імама, щоб визначити, чи вони вагітні. Якщо вони були вагітні, їх затримували й ув'язнювали». У своїй книзі «Біль і благодать: дослідження двох письменників-містиків з мусульманської Індії вісімнадцятого століття» доктор Аннемарі Шиммельписала: «Сім'я Ходжі Мір Дарда, як і багато дворяни, з Бухари, вели свій родовід до Бахауддіна Накінбанді, на честь якого був названий в 11-му поколінні шиїтського імама аль-Хасана аль-Аскарі».

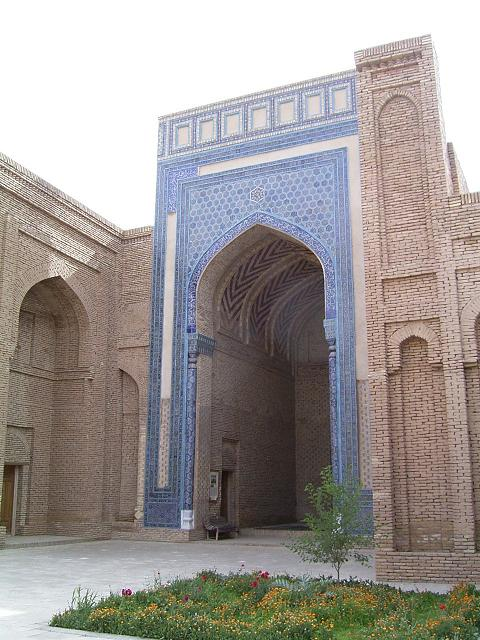
Термез Султан-саодат

## Родовід
- 1. Магомет.
- 2. Бібі Фатіма Захра й Імам Алі ібн Абу Таліб.
- 3. Хусейн.
- 4. Алі ібн Хусейн.
- 5. Мухаммед аль-Багір.
- 6. Джафар ас-Садик.
- 7. Муса ібн Джафар.
- 8. Алі ібн Муса.
- 9. Мухаммед ібн Алі.
- 10. Алі ібн Мухаммед.
- 11. Мухаммад аль-Аскарі на прізвисько Ал-Баадж (на думку інших істориків Імам Хасан аль-Аскарі)[28][29][30][31].
- 12. Саїд Алі Акбар.

## Діти
У джерелах, зокрема генеалогічних рукописах шежире насаб згадується, що у нього було багато дітей. У висновку вчених з генеалогії Накіб оль-ешраф «Асоціації нащадків пророка Магомета Туркестану Туреччини» згадуються імена його відомих синів, які залишили по собі нащадків:
- 1. Саїд Мухаммад (іноді в деяких рукописах як Махмуд)
- 2. Саїд Алі аль-Асгар
- 3. Саїд Хусейн
- 4. Саїд Муса
- 5. Саїд Іса
- 6. Саїд Усман

## Місце поховання
Історики припускають, що місце поховання Саїда Алі Акбара знаходиться в головному мавзолеї меморіального комплексу Султан Саодат (Садат), зведений у IX—XV столітті у місті Термез. У меморіальному комплексі «Султан Саодат» та на його території в Термезі розташовано безліч усипальниць й безіменних могил понад як тисячі сеїдів.